# Brydżrama
Brydżrama (ang. vugraph) – zwyczajowe określenie miejsca oglądania rywalizacji brydżystów podczas rozgrywek meczowych lub turniejowych. Z uwagi na małą ilość miejsca wokół stolików brydżowych, organizatorzy zapewniają szerszej rzeszy kibiców podgląd rywalizacji brydżystów, organizują salkę z dużym ekranem, na którym wyświetlana są kolejne zagrania kart (w formie elektronicznej/obrazowej lub przekazując widok realny). Często na ekranie brydżramy można też śledzić - obok widoku symboli kart - przekazy z innych stołów, na których grane jest to samo rozdanie oraz, co również tworzy złudzenie obecności przy stole, twarze i sylwetki zawodników.
Brydżrama spełnia również funkcję towarzyską, gdyż zawodnicy innych drużyn mogą – śledząc poczynania rywali – porównywać swoje i ich umiejętności oraz wymieniać uwagi, poznawać się itp. Również dziennikarze, którzy nie mogą bezpośrednio obserwować gry przy stoliku, właśnie dzięki brydżramie śledzą poczynania brydżystów.
Dzięki wprowadzeniu elektronicznych maszyn rozdających karty oraz elektronicznego systemu identyfikacji kart proces przygotowania przekazu znacznie się usprawnił. W dobie Internetu powszechne stały się przekazy w czasie rzeczywistym, które oglądać może każdy na świecie dzięki odpowiedniemu oprogramowaniu. Do takich przekazów wykorzystuje się głównie największy serwis brydżowy Bridge Base Online.